# Aakash
Aakash（梵語：आकाश 意為天空）平板電腦是由印度政府、印度理工學院拉賈斯坦分校、英國Datawind公司一同合作，在經過Datawind公司2年的研發與印度裝配後於2011年11月5日發布的平板電腦，發表會這天送了參會者650臺。Aakash的成本價為50美元，印度政府用每臺45美元的價格從Datawind收購，經印度政府提供學生與教師補助金後價格降到每臺只要35美元，被稱為全世界最便宜的平板電腦。每月產量為10萬臺但印度有2.2億兒童難以滿足。目前打算出售給中學生10萬台，此平板普通人的購買價格是60美元。 
而Aakash公开销售的版本：UbiSlate 7+也将计划于2012年上半年发售。UbiSlate 7+提升了处理器的钟表频率、增加了电池的容量和手机通话功能。
该装置是作为印度国家的目标的一部分，目标是连接25000学院和400所大学的电子学习(e-learning)计划。 原本预计一个“$35美元笔记本电脑”， 该设备将被出售给印度政府和分配给大学生 - 最初在$50美元直到更多的订单被收到并预计最终实现到目标价格的$35。一个商业版本的Aakash是目前市场上销售在60美元价格的UbiSlate7+。Aakash2，代号为UbiSlate7CI，已发布于2012年11月11日，这是一个以前版本的改进配置。平板电脑将出售给印度人力资源开发部，以2263卢比的成本，并补助到1130卢比给学生。

## 目的
推出此平板的目的為改善印度電子學習水平，提升印度的教育與縮小數位市場的鴻溝，期望追上其他新興經濟體的網絡發展，買不起如ipad的低收入者也有機會使用平板從而提高數位普及率且有助於脫貧。
此平板電腦沒有太陽能功能而印度很多地方缺電，需要通過無線上網但印度很多地方沒有網絡信號，而印度日漸發展的中產也可能會對此物不感興趣。批評者認為廉價平板很難使用，處理器速度很慢，不是全触摸式液晶屏幕體驗不佳，也對印度的教育體制問題沒有幫助。

## 規格

### 硬體
Aakash平板電腦的規格是解析度為800×480的7吋彩色電阻式觸控螢幕，可以WiFi上網與視訊會議，有兩個USB插口，256兆記憶體，内置2GB記憶闪存（插槽可擴容至32GB），重350克，電池續航力约為3小時，功耗2瓦，3.5mm耳機插口,366兆赫+高清視頻協作ARM11架构處理器。
UbiSlate 7+则增加了SIM卡插槽和频率更高的处理器。
| 硬件规格                 | Aakash                 | UbiSlate 7+                                                                                          |
| 参考价格                 | Rs.2,500               | Rs.2,999                                                                                             |
| 处理器架构及频率         | Arm11 – 366Mhz         | Cortex A8 – 700 Mhz                                                                                  |
| 随机存取记忆体容量 (RAM) | 256 MB RAM             | 256 MB RAM {https://web.archive.org/web/20111229040618/http://www.ubislate.com/specifications.html } |
| 电池容量                 | 2100 mAh               | 3200 mAh                                                                                             |
| 操作系统                 | Android 2.2 Froyo      | Android 2.3 Gingerbread                                                                              |
| 网络接入方式             | WiFi                   | WiFi & GPRS Phone network                                                                            |
| 产地                     | 印度                   | 台湾                                                                                                 |
| 优惠折扣                 | 印度学生可获得半价优惠 | 无                                                                                                   |

### 軟體
- 支持的文件格式：DOC，DOCX，PPT，PPTX，XLS，XLSX，ODT，ODP
- 在印度理工學院開發的教育軟件 [15]
- 網頁瀏覽，視頻會議和文字處理軟件[10]
- PDF瀏覽器，文本編輯器
- 多媒體和圖像顯示
- 圖片瀏覽器支持格式：PNG，JPG，BMP和GIF
- 支持的音頻格式：支持MP3，AAC，AC3，WAV，WMA等
- 支持視頻格式：MPEG2，MPEG4，AVI，FLV
- 通信和互聯網
- Web瀏覽器 - 符合XHTML 1.1標準，兼容JavaScript 1.8
- CE認證 / RoHS認證
- 150000 +應用程序

## 相關条目
- BBC Micro – 历史上的微电脑系列，它启发了Raspberry Pi项目
- Arduino – 开源的单板机控制器Arduino
- BASIC Stamp – microcontroller programmed in BASIC
- BeagleBoard –低价的基于ARM的单板电脑

## 外部連結
- Ubislate Netbook is manufactured by Datawind Ltd.（页面存档备份，存于）
- Sakshat PC FAQs and Reviews

## 注腳
1. ↑  Harsimran Julka, ET Bureau. . The Economic Times. Jun 2, 2012  [27 July 2012]. （原始内容存档于2013-04-19）.
2. ↑  .   [2011-10-08]. （原始内容存档于2012-07-16）.印度推世界最便宜平板電腦Aakash 僅要價35美元
3. ↑  . BBC World news-South Asia. 23 July 2010  [25 July 2010]. （原始内容存档于2010年7月24日）.
4. ↑  . Press Information Bureau.   [22 July 2010]. （原始内容存档于2012-10-14）.
5. ↑  . New York Times, 5 October 2011, Pamposh Raina and Heather Timmons. 5 October 2011  [2013-01-03]. （原始内容存档于2013-05-30）.
6. ↑  . Economic Times (India). 5 October 2011  [2013-01-03]. （原始内容存档于2018-12-23）.
7. ↑  .   [2013-01-03]. （原始内容存档于2013-01-11）.
8. ↑  . Press Information Bureau, Government of India.   [11 November 2012]. （原始内容存档于2013-01-16）.
9. ↑  . IBNLive.com.   [11 November 2012]. （原始内容存档于2013-01-29）.
10. ↑   （页面存档备份，存于）印度推廉價平板 只要台幣1050元